# Grupo Panamericana de Radios
Grupo Panamericana de Radios o en las siglas GPR, es un conglomerado peruano de medios de comunicación de radioemisoras perteneciente a la familia Delgado.

## Historia
El fundador fue don Genaro Delgado Brandt, quien había ganado gran experiencia en Radio Central y que ahora es la actual Radio Panamericana junto a sus hijos Genaro Delgado Parker y Héctor Delgado Parker que venían trabajando en Radio Libertad AM, la cual logró un espacio importante por aquellos años.
El 4 de julio de 1953, inician las transmisiones con licencia previa; la nueva radio gustaba y el sonido era diferente; la sintonía crecía de una forma increíble. Hasta que, luego de 6 meses, el 1 de diciembre de 1953 a las 7:00 AM, se inició la transmisión oficial de Radio Panamericana, en la que años después, traspasa la administración a su hija Raquel Delgado Parker.
Pero oficialmente la formación de este conglomerado se inicia en el año de 1956, cuando ya administraba este grupo a la conocida, la cual agrupaba también a Radio 1160, que después en el mes de septiembre de 2006 se convierte en la actual Radio Onda Cero con un nuevo formato musical.
Años después en el año 2010 vuelven a crear a la desaparecida Radio 1160, pero esta vez vía Internet con género musical de rock de los ochenta en inglés y español.
El 5 de enero de 2016 rentan la frecuencia 91.9 FM en Lima de Viva FM de RadioCorp para convertirlo en su emisora Más FM (actualmente bajo el nombre de Cumbia Mix) de género musical de cumbia las 24 horas.
El 1 de diciembre del 2019 lanzan La Nube una emisora de pop rock, latin, rock, pop,  reggae, techno y electro pop de los 90's, 2000's, 2010's y actuales en inglés e español, en reemplazo de Cumbia Mix, debido a la baja sintonía que tenía la emisora.
El 1 de abril del 2020. Radio La Nube salió del aire debido a que regreso Viva FM. (actualmente PBO Radio) y administrada por Phillip Butters. Volviendo el grupo a tener solo 2 emisoras radiales en la FM.

## Radio
Estas son las 3 radioemisoras pertenecientes a GPR:
| Logo | Radio              | Dial              | Eslogan                          | Programación |
| ---- | ------------------ | ----------------- | -------------------------------- | --- |
|      | Radio Panamericana | 101.1 FM / 960 AM | ¡Lo que el Perú quiere escuchar! | Programación musical de salsa, timba, reparto, latin urban y baladas.                                                 |
|      | Radio Onda Cero    | 98.1 FM / 1160 AM | ¡Te activa!                      | Programación musical juvenil de reggaetón, trap, latin urban, salsa, bachatas.                                        |
|      | Radio 1160         | 94.3 FM           | ¡Al rojo vivo!                   | Programación musical de techno, rock & pop de los 70's, 80's, 90's, 2000's en inglés e español y baladas en español.. |

### Radio por Internet
| Logo | Radio            | Web              | Eslogan        | Programación |
| ---- | ---------------- | ---------------- | -------------- | --- |
|      | Radio Cumbia Mix | Radio Cumbia Mix |                | Programación musical de cumbia peruana, extranjera antigua e moderna, salsa y merengue.                              |
|      | Radio La Nube    | Radio la Nube    | Todo está aquí | Programación musical de pop rock, latin pop, rock en español, dance, pop, techno, reggae y electro.                  |
|      | Radio 1160       | Radio 1160       | ¡Al rojo vivo! | Programación musical de techno, rock & pop de los 70's, 80's, 90's, 2000's en inglés e español y baladas en español. |

### Negocios desaparecidos
- La Hinchada: Página web de deportes dedicada a la cobertura en tiempo real de acontecimientos deportivos sobre el fútbol nacional e internacional. También tiene una mirada viral de los acontecimientos deportivos y noticias de alto impacto que permiten el debate entre los hinchas del deporte a través de fotos conectados a redes sociales y a buscadores.

## Logotipos

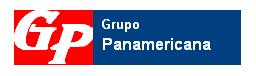

- 1994 - 2008: El primer logo de este grupo fueron las letras "Gp" de color blanco dentro de un cuadrado rojo y a su lado las palabras en blanco Grupo Panamericana en un rectángulo negro (ambos unidos).

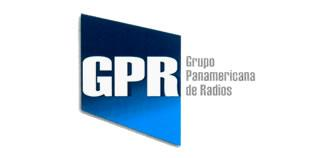

- 2008 - 2014: El segundo logo es un cuadrado trapezoidal de color azul (biselado). Adentro están las letras en blanco grandes "GPR" y fuera de él las letras en gris Grupo Panamericana de Radios.

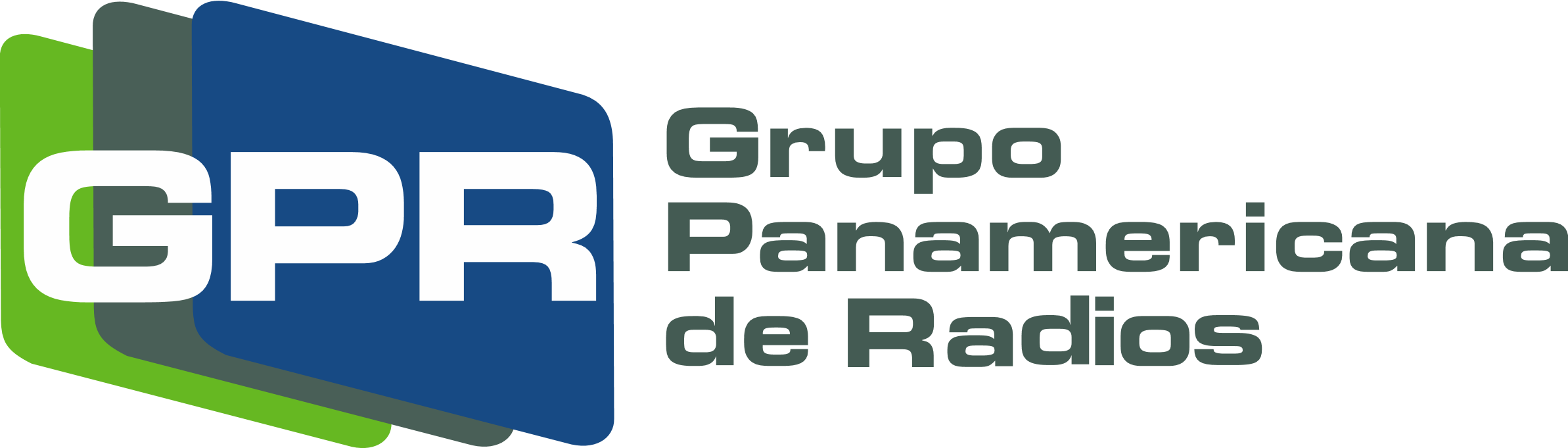

- 2014 - presente: Variante del anterior, sólo que son agregados 2 cuadrados trapezoidales de colores verde claro y oscuro.